# Etienne Jacobs
Stephanus Ludovicus Vergilius (Etienne) Jacobs (Halen, 25 februari 1901 - aldaar, 22 juni 1969) was een Belgisch politicus voor de CVP.

## Levensloop
Jacobs was een zoon van Firmin Jacobs, apotheker en burgemeester van Halen. Hij trouwde in 1951, het huwelijk bleef kinderloos.
Na de humaniora aan het Sint-Jan-Berchmanscollege in Diest, studeerde Etienne Jacobs aan de Katholieke Universiteit Leuven en promoveerde er tot doctor in de geneeskunde. 
Op het gemeentelijk vlak werd hij na een bitse verkiezingsstrijd in 1927 met Edward Jacobs, zoon van een andere Firmin Jacobs, notaris en ook een gewezen burgemeester van Halen, verkozen tot gemeenteraadslid en vervolgens benoemd tot burgemeester. Zijn verkiezing werd door zijn tegenstander betwist omdat dit onverenigbaar zou zijn met zijn legerdienst. Etienne Jacobs was heel populair en won verkiezing na verkiezing en bleef tot 1964 burgemeester van Halen. In 1964 verloor hij de verkiezingen van Marcel Vanschoenbeek, die zich had aangesloten bij de Loksbergse lijst Vertrouwen. Hij was ook provincieraadslid in Limburg van 1928 tot 1946.
Tijdens de Tweede Wereldoorlog behoorde hij tot het Verzet en dook de staf van het Geheim Leger bij hem onder.
In 1946 werd hij als vierde op de CVP-kieslijst verkozen tot senator voor het arrondissement Tongeren, een mandaat dat hij vervulde tot in 1961.